# Moc lidu
Moc lidu (italsky Potere al Popolo, PaP) je italská koalice komunistických politických stran, vytvořená před parlamentními volbami v roce 2018. Nejzavedenější členkou byla Strana komunistické obnovy. V hlasování koalice získala jedno procento hlasů a žádný mandát. Většina členských stran PaP po volbách opustila, zbytek uskupení ale pokračuje v činnosti a účastní se voleb na regionální a komunální úrovni. Od roku 2021 má PaP jednoho senátora a od roku 2022 také jednoho poslance.

## Volební výsledky

### Poslanecká sněmovna
| Volby | Hlasy   | Hlasy | Mandáty | Mandáty | Pozice | Postavení |
| Volby | Abs.    | %     | Abs.    | ±       | Pozice | Postavení |
| ----- | ------- | ----- | ------- | ------- | ------ | --------- |
| 2018  | 370 320 | 1.1   | 0/630   | ▬0      | ▲9.    | -         |

### Senát
| Volby | Hlasy   | Hlasy | Mandáty | Mandáty | Pozice |
| Volby | Abs.    | %     | Abs.    | ±       | Pozice |
| ----- | ------- | ----- | ------- | ------- | ------ |
| 2018  | 319 094 | 1.1   | 0/315   | ▬0      | ▲9.    |